# 김정연 (국악인)
김정연(金正淵, 1913년 ~ 1987년)은 대한민국의 국악인으로 서도소리의 명창이다. 그의 장기는 〈수심가〉로, 서도소리의 진면목을 느끼게 한다. 어려서 서도소리 명창 김관준과 한감홍에게서 소리를 배워 크게 성장하였다. 그리고 그는 남북 분단으로 단절 위기에 있던 서도소리의 맥을 이었을 뿐만 아니라 승무, 살풀이와 같은 무용에도 뛰어나 달인의 경지에 이를 정도였다. 1971년에 서도소리의 명창 오복녀와 함께 중요 무형 문화재 제29호 서도소리 예능보유자로 인정받았다. 저서로는 《우리 춤의 첫걸음》, 《한국 무용도감》, 《서도소리 대전집》이 있고, 〈범벅타령〉, 〈몽금포타령〉 등 수많은 서도소리를 음반으로 제작해 서도소리 보급에 힘썼다.